# Campionati dei quattro continenti di pattinaggio di velocità 2022
I campionati dei quattro continenti di pattinaggio di velocità 2022 sono stati la 2ª edizione della competizione organizzata dall'International Skating Union. Si sono svolti dal 15 al 17 dicembre 2021 a Calgary, in Canada

## Partecipanti
Hanno preso parte alle competizioni 60 pattinatori, in rappresentanza di 9 distinte nazioni.
- Argentina
- Australia
- Canada
- Colombia
- Kazakistan

- Mongolia
- Corea del Sud
- Stati Uniti
- Taipei cinese

## Podi

### Uomini
| Evento       | Oro                                        | Tempo   | Argento                                              | Tempo   | Bronzo                                      | Tempo         |
| 500 m        | Austin Kleba                               | 34.82   | Cha Min-kyu                                          | 34.83   | Yevgeniy Koshkin                            | 34.90         |
| 1000 m       | Denis Kuzin                                | 1:08.63 | Austin Kleba                                         | 1:08.75 | Tai Wei-lin                                 | 1:09.19       |
| 1500 m       | Dmitry Morozov                             | 1:45.32 | Ted-Jan Bloemen                                      | 1:45.65 | Kim Min-seok                                | 1:46.47       |
| 5000 m       | Ted-Jan Bloemen                            | 6:12.38 | Kaleb Muller                                         | 6:23.03 | Bakdaulet Sagatov                           | 6:31.77       |
| Team pursuit | Ted-Jan Bloemen Hayden Mayeur Kaleb Muller | 3:37.22 | Vitaliy Chshigolev Demyan Gavrilov Bakdaulet Sagatov | 3:51.60 | Chung Yang-hun Park Seong-hyeon Um Cheon-ho | 3:54.37       |
| Team sprint  | Austin Kleba Brett Perry Zach Stoppelmoor  | 1:20.59 | Cha Min-kyu Jeong Seon-kyo Park Seong-hyeon          | 1:22.12 | Non assegnato                               | Non assegnato |
| Mass start   | Um Cheon-ho                                | 60 pts  | Hayden Mayeur                                        | 43 pts  | Zach Stoppelmoor                            | 20 pts        |

### Donne
| Evento       | Oro                                         | Tempo   | Argento                              | Tempo   | Bronzo                                   | Tempo   |
| 500 m        | Yekaterina Aidova                           | 37.90   | Huang Yu-ting                        | 38.06   | María Victoria Rodríguez                 | 38.53   |
| 1000 m       | Huang Yu-ting                               | 1:14.45 | Yekaterina Aidova                    | 1:15.49 | Kali Christ                              | 1:16.50 |
| 1500 m       | Kali Christ                                 | 1:57.67 | Sarah Warren                         | 2:00.41 | Jamie Jurak                              | 2:01.89 |
| 3000 m       | Jamie Jurak                                 | 4:15.46 | Laura Hall                           | 4:20.68 | Park Chae-won                            | 4:20.73 |
| Team pursuit | Giorgia Birkeland Jamie Jurak Dessie Weigel | 3:08.18 | Kali Christ Laura Hall Lindsey Kent  | 3:08.69 | Kim Min-ji Park Chae-eun Park Chae-won   | 3:30.61 |
| Team sprint  | McKenzie Browne Chrysta Rands Sarah Warren  | 1:30.47 | Kim Min-ji Lee Na-hyun Park Chae-eun | 1:32.12 | Kali Christ Carolina Hiller Lindsey Kent | 1:46.26 |
| Mass start   | Park Chae-won                               | 60 pts  | Jamie Jurak                          | 45 pts  | Dessie Weigel                            | 23 pts  |

## Medagliere
| Posiz. | Nazione       | Oro | Argento | Bronzo | Totale |
| ------ | ------------- | --- | ------- | ------ | ------ |
| 1      | Stati Uniti   | 5   | 3       | 3      | 11     |
| 2      | Canada        | 3   | 5       | 2      | 10     |
| 3      | Kazakistan    | 3   | 2       | 2      | 7      |
| 4      | Corea del Sud | 2   | 3       | 4      | 9      |
| 5      | Taipei cinese | 1   | 1       | 1      | 3      |
| 6      | Argentina     | 0   | 0       | 1      | 3      |
| Totale | Totale        | 14  | 14      | 13     | 41     |